# 安德森 (伊利諾伊州馬庫平縣)
安德森（英語：Anderson）是位於美國伊利諾伊州馬庫平縣的一個非建制地區。該地的面積和人口皆未知。

## 地理
安德森的座標為39°20′38″N 89°50′42″W / 39.34389°N 89.84500°W，而該地的平均海拔高度為195米（即640英尺）。